# مو، پادشاه بالهه
پادشاه مو (کره‌ای: 무왕; هانجا: 武王) (۷۱۹–۷۳۷)با نام زمان تولد ته مویه دومین پادشاه بالهایی بود. او به خاطر کشورگشایی‌هایش معروف است.

## پیش زمینه
دائه مویه بزرگترین فرزند دائه جویونگ بنیانگذار پادشاهی باستانی بالهایی بود، وی پس از مرگ پدرش در سال ۷۱۹ به شاهی رسید. در همان زمان، امپراتور تانگ شوآن زونگ یکم با دادن لقب "پادشاه استان گایرو " پادشاهی او را تأیید کرد. او همان بود که پس از مرگ پدرش، برای نخستین بار به او لقب دائه جویونگ را داد. از آن زمان، او رسماً دوره این-آن را اعلام کرد، یک کار جاه طلبانه به معنای استقلال از دودمان تانگ در چین. از طرف دیگر، او برای جلوگیری از جنگ، مرتباً پسران و برادرانش را به همراه سفرایی به تانگ اعزام می‌کرد.

## سلطنت
گسترش تهاجمی مرزهای بالهائه، باعث ایجاد جنگ با تانگ، شیلا، وحشی‌های خیتان، قبایل شی، خان نشین‌های گوک ترک و چند قبیله موهه شد. هنگامی که تانگ در ۷۲۷م. به هایشو موهه در شمال کشور بالهایی هجوم برد، وی از ترس از حمله پینر به هایزوی موه حمله کرد.
دائه مون یه (大門 藝)، برادر پادشاه که طرفدار تانگ بود، با مبارزات نظامی به مخالفت برخاست و به تانگ پناهنده شد. در سال ۷۳۲، پادشاه مو دستور داد که در شاندونگ کنونی، یک سفر تنبیهی علیه تنگ انجام داده و نیروی دریایی بالهائه را به دستور جانگ مون هیو ارسال کند. در همان سال، او لشکر را به سوی مادوشان (馬 都 山) در مجاورت شان-های-گو-آن حرکت داد و شهرهای آن حدود را تصرف کرد. در سال ۷۳۳، امپراتور چین ژوان زونگ اول لشکری به فرماندهی دائه مون یه برادر پادشاه به همراه متحدان شیلایی اش، به سوی بالهایی روانه کرد، اما دائه مو یه، پادشاه بالهایی این نیروها را به شدت درهم کوبید و لشکر متحدان شکست خوردند.
در سال ۷۲۷، پادشاه بالهایی برای جلوگیری از منزوی شدن، شروع به اعزام سفارتخانه‌هایی به ژاپن کرد. پادشاه یک فرمان رسمی به ژاپن ارسال کرد که نشان می‌داد بالهایی قلمروی گوگوریو را بازپس گرفته کرده و در واقع وارث آن حکومت محسوب می‌شود. از آنجایی که ژاپن با کشور شیلا در شرایط جنگی قرار داشت، از سفرا به خوبی پذیرایی کرد و آنها را به عنوان وارث گوگوریو، به رسمیت شناخت.
در سال ۷۳۲، او به دِنگژو، شهری در خاک تانگ حمله کرد. در خلال این حمله، فرماندار محلی دنگژو «وی جون» کشته شد. این هجوم بیشتر یک عمل دزدی دریایی بود و تا زمان مرگ وی به یک درگیری همه‌جانبه تبدیل نشد. بعدها، تانگ به همراه متحدش شیلا، به بالهایی حمله کرد اما به علت برف سنگینی که بارید، نیروهای تانگ و شیلا موفق به پیشروی بیشتر نشدند و مجبور به عقب‌نشینی شدند.
در سال ۷۳۷، دائه مویه پسرش دائه هیوم مو را به جانشینی منصوب کرد و کمی بعد از دنیا رفت.

## خانواده
- پدر
  - دائه جویونگ (대조영 大 祚 榮)
- مادر
  - سونگ یانگ
  - چولین
- برادران
  - دائه مون یه (대문예 大門 藝)
  - دائه چانگ بالگا (대창 발가، 大 昌 勃 價)
  - دائه هوآ (대호 아، 大 胡雅)
  - دائه نانگ آ (대 낭아، 大郎 雅)
  - دائه ریم (대림، 大 琳)
  - دا بو بنگ (대보 방، 大 寶 方)
- پسران
  - دائه دوری هیونگ (대도리 행، 大都 利 行)
  - دائه یی سین (대의 신)
  - دائه هیوم مو (대 흠무، 大 欽 茂)
  - دائه وون یی (대원 의، 大 元 義)